# Ngola (titre)
Pour les articles homonymes, voir Ngola.
Ngola est le titre attribué aux dirigeants du royaume Ndongo qui était établi du XIVe au XVIIe siècle dans l'actuel Angola. 
Le titre complet est « Ngola a Kiluanje », souvent raccourci en « Ngola », d'où provient le nom du pays moderne.